# Groenhoven (Leiden)

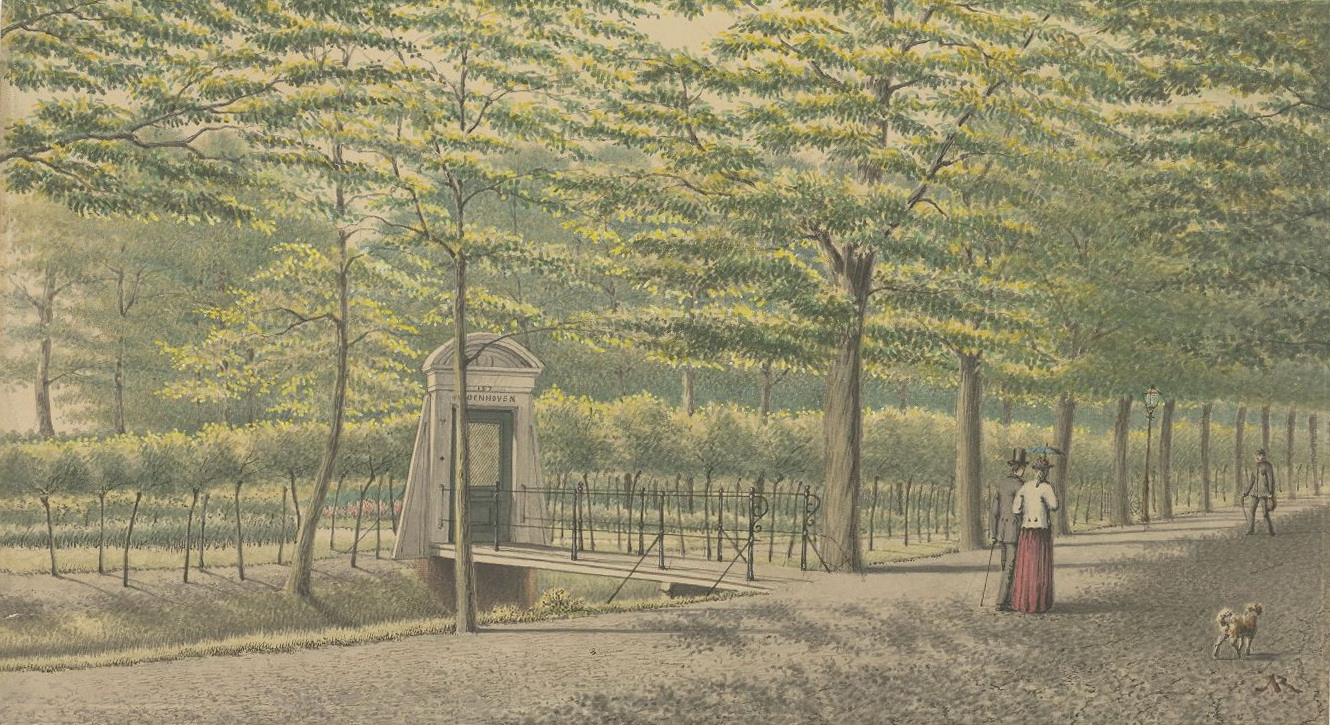
Ingang Groenhoven aan de Witte Singel (1897)

Groenhoven was een buitenplaats gelegen aan de Witte Singel in de huidige Vreewijk van de Nederlandse stad Leiden. Op het terrein bevinden zich nu woningen (aan de Groenhovenstraat) en een deel van het complex van de Letterenfaculteit (nu de Faculteit der Geesteswetenschappen) van de Universiteit Leiden.

## Geschiedenis
Vanaf circa 1580 groeide in de Nederlanden de belangstelling voor het buitenleven. Degenen die zich dat konden permitteren - meest uit de adel en het patriciaat - kochten grond buiten de stadssingels om die in te richten als speeltuin of zelfs als buitenplaats.
In 1760 kocht Simon Drolenvaux (1722 - 1792), veertigraad en later schepen van Leiden, een grote speeltuin annex speelhuis en tuinmanswoning aan de Witte Singel. In 1669 en 1779 kocht hij er nog twee speeltuinen bij. Bij de overdracht in 1798 werd de buitenplaats Groenhoven voor het eerst als zodanig genoemd: de 'grote speeltuin of buitenplaats Groenhoven, bestaande uit zeven tuinen'.
Op het laatst kreeg de tuin van de voormalige buitenplaats nog een bijzondere vermelding: Deze wildernis, die weldra verdwenen zal zyn door bebouwing, dankt haar rijkdom aan "Pothoofd" planten, doordat de vroegere bezitter een groot hoenderliefhebber was en uit het met het voer voor deze dieren aangebrachte zaad voortdurend nog zaden ontkiemen. De hier verzamelde planten geven alzoo een beeld van hetgeen men elders mag verwachten en ook reeds gevonden heeft als opslag uit kippenvoer.

## Bewoners / Eigenaren
- - 1760 Raymond Backer

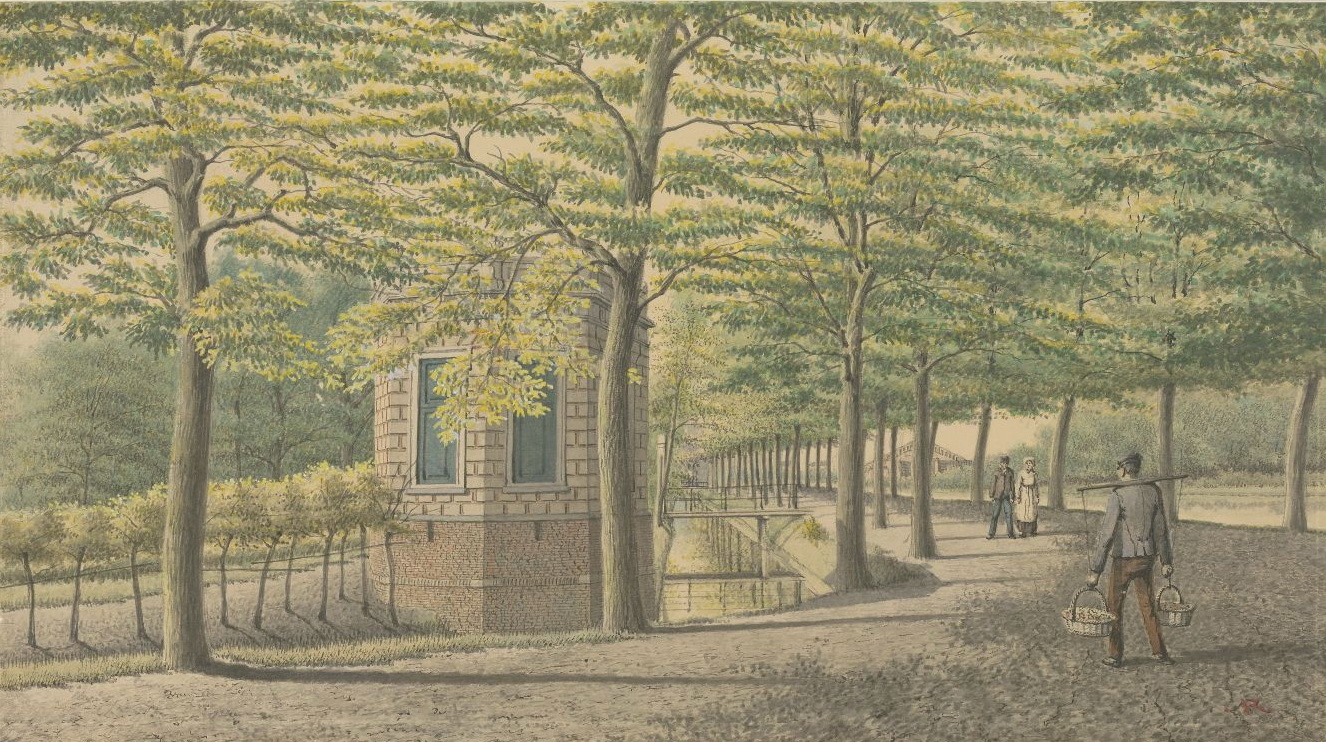
Koepel Groenhoven aan de Witte Singel (1897)

- 1760 - 1792 Simon Drolenvaux x Catharina Maria Wierman
- 1792 - 1797 Catharina Maria Wierman
- 1798 - 1801 Aegidius Willekens Gilissen (tevens eigenaar van Huize Vreewijk[3])
- 1801 - 1833 Willem van den Goorberg
- 1833 - 1840 Johannes Cornelis de Water
- 1840 - 1846 David van Loon
- 1846 - 1846 Gijsbertus Sasse
- 1846 - Charlotte Elisabeth en Jeanne Esther Durège

Hierna nog een aantal frequente wisselingen
- ? - 1897 Johannes Theodorus Ludwig Witlof

## Gebruik na 1900

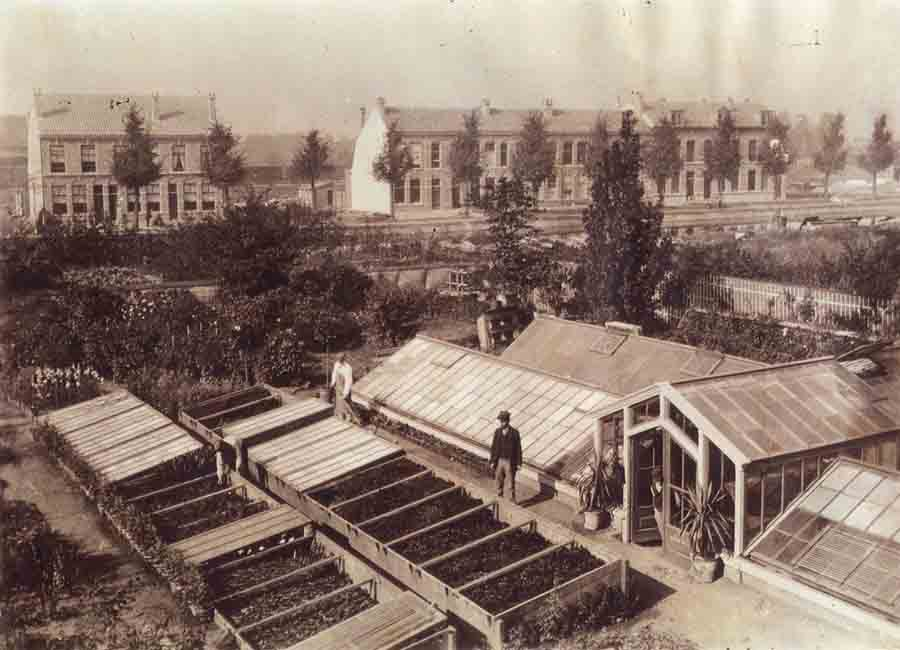
Kwekerij van Ballego tussen Witte Singel en Rijn en Schiekade/Trekvliet (circa 1930)

Na het overlijden van de laatste eigenaar in 1897 werd het terrein in drieënveertig kavels verkocht. De nieuwe in een hoefijzervorm lopende Groenhovenstraat werd in 1909 - 1910 bebouwd met geschakelde woningen van drie lagen hoog.
In 1891 kocht Jan Ballego de moestuin van de buitenplaats Groenhoven en vestigde er de Kunst- en Handelskweekerij Bloemhove, gespecialiseerd in dahlia's. Vlak voor de Tweede Wereldoorlog verkocht Ballego de grond bij de Witte Singel, die bij de tuin van Witte Singel 24 werd getrokken.
Verder richting Haagweg werd in 1901 het Diaconessenhuis gebouwd, dat steeds verder werd uitgebreid. In 1964 werd het ziekenhuis gesloten en verplaatst naar de Houtlaan. De locatie aan de Witte Singel werd volledig gesloopt om plaats te maken voor de nieuwe faculteitsgebouwen en bibliotheek van de Rijksuniversiteit Leiden.
Op 11 november 1959 werd het Gereformeerde Bejaardencentrum Huize Groenhoven aan de Witte Rozenstraat in Vreewijk officieel geopend. Na diverse verbouwingen en uitbreidingen bestaat het nu als combinatie van verzorgingshuis en seniorencomplex onder de naam Woonzorgcentrum Topaz Groenhoven.